# سانتری آلکیو
سنتری الکیو، (به انگلیسی: Santeri Alkio) (زاده ۱۷ ژوئن ۱۸۶۲ – در گذشته ۲۴ ژوئیه ۱۹۳۰) یک سیاستمدار، نویسنده و روزنامه نگار فنلاندی بود. هم چنین وی به عنوان پدر ایدلوژیک حزب میانه روی فنلاند به شمار می‌آید.